# Варваровка (Богучарский район)
Варваровка — хутор в Богучарском районе Воронежской области.
Входит в состав Липчанского сельского поселения.

## География
Расположено в 6 км от центра сельсовета и 26 км к юго-западу от районного центра г. Богучар.

### Улицы
- ул. 1 Мая,
- ул. 50 лет Победы,
- ул. Чапаева,
- ул. Юбилейная.

## Население
| 2000 | 2005 | 2010 |
| ---- | ---- | ---- |
| 540  | ↗548 | ↘519 |

## История
Хутор Шубинка возник в конце XVIII в. Позже стал называться Варваровка по имени владелицы Варвары Пушкаревой.